# Lavangen
Lavangen è un comune norvegese della contea di Troms.